# Municipio de American
El municipio de American (en inglés: American Township) es un municipio ubicado en el condado de Allen en el estado estadounidense de Ohio. En el año 2010 tenía una población de 14381 habitantes y una densidad poblacional de 229,58 personas por km².

## Geografía
El municipio de American se encuentra ubicado en las coordenadas 40°46′10″N 84°10′42″O / 40.76944, -84.17833. Según la Oficina del Censo de los Estados Unidos, el municipio tiene una superficie total de 62.64 km², de la cual 62.22 km² corresponden a tierra firme y (0.67%) 0.42 km² es agua.

## Demografía
Según el censo de 2010, había 14381 personas residiendo en el municipio de American. La densidad de población era de 229,58 hab./km². De los 14381 habitantes, el municipio de American estaba compuesto por el 88.11% blancos, el 8.02% eran afroamericanos, el 0.17% eran amerindios, el 0.91% eran asiáticos, el 0.03% eran isleños del Pacífico, el 0.74% eran de otras razas y el 2.01% pertenecían a dos o más razas. Del total de la población el 2.22% eran hispanos o latinos de cualquier raza.